# KrAZ スパルタン
 KrAZ スパルタン（ウクライナ語: КрАЗ Спартан）は、ウクライナのAvtoKrAZが製造する装輪装甲車。アラブ首長国連邦のSTREITグループのライセンスを得て製造している。

## 概要
KrAZ スパルタンは、フォード・スーパーデューティーF-550のシャシに防弾鋼板を用いた装甲車体を架設しているが、シャシと車体の相性が悪く、運用上、無視できない不具合が多数確認されている。

## 運用国
- ウクライナ
  - ウクライナ軍[1]
  - ウクライナ国家親衛隊[1]
- リビア[2]
- ナイジェリア[3]
- イラク
- カザフスタン[4]